# Rivière Ojima
Rivière Ojima är ett vattendrag i Kanada.   Det ligger i provinsen Québec, i den sydöstra delen av landet, 500 km nordväst om huvudstaden Ottawa. Rivière Ojima ligger vid sjön Lac Turgeon.
I omgivningarna runt Rivière Ojima växer i huvudsak blandskog. Trakten runt Rivière Ojima är nära nog obefolkad, med mindre än två invånare per kvadratkilometer.